# Fairview, Westchester County, New York
Fairview är en ort i Westchester County i delstaten New York, USA.